# U.S. Route 29
La Ruta 29 o U.S. Route 29 es una Ruta Federal de sentido norte–sur en la región este de los Estados Unidos. Recorre alrededor de 1700 km (1100 mi) desde Pensacola, Florida cerca de la costa del Golfo de México hasta Ellicott City, Maryland. La carretera conecta a varios metrópolis, incluyendo a Pensacola, Florida; Atlanta, Georgia; Greensboro, Carolina del Norte; Charlotte, Carolina del Norte; y Washington. La Ruta fue una de las originales del sistema, creada en 1926. Mucha de la ruta corre paralelo a la Autopista Interestatal 85.